# Patricia Canning Todd
Mary Patricia »Pat« Canning Todd, ameriška tenisačica, * 22. julij 1922, San Francisco, ZDA, † 5. september 2015, Encinitas, Kalifornija, ZDA.
V vseh konkurencah se je šestnajstkrat uvrstila v finala turnirjev za Grand Slam, v katerih je dosegla štiri zmage. V posamični konkurenci se je dvakrat uvrstila v finale turnirja za Amatersko prvenstvo Francije. Obakrat se je pomerila z Doris Hart, ki jo je leta 1947 premagala, leta 1950 pa je proti njej izgubila. Na turnirjih za Prvenstvo Anglije in Nacionalno prvenstvo ZDA se je najdlje uvrstila v polfinale. V konkurenci ženskih dvojic je po enkrat osvojila turnirja za Prvenstvo Anglije in Amatersko prvenstvo Francije, še šestkrat se je uvrstila v finale turnirja za Nacionalno prvenstvo ZDA, dvakrat za Prvenstvo Anglije in enkrat za Amatersko prvenstvo Francije. V konkurenci mešanih dvojic je enkrat osvojila Amatersko prvenstvo Francije ter se po enkrat uvrstila v finale turnirjev za Nacionalno prvenstvo ZDA, Amatersko prvenstvo Francije in Prvenstvo Anglije.

## Finali Grand Slamov

### Posamično (2)

#### Zmage (1)
| Leto | Turnir                       | Nasprotnica v finalu | Rezultat finala |
| 1947 | Amatersko prvenstvo Francije | Doris Hart           | 6–3, 3–6, 6–4   |

#### Porazi (1)
| Leto | Turnir                       | Nasprotnica v finalu | Rezultat finala |
| 1950 | Amatersko prvenstvo Francije | Doris Hart           | 4–6, 6–4, 2–6   |

### Ženske dvojice (10)

#### Zmage (2)
| Leto | Turnir                       | Partnerica | Nasprotnici v finalu                   | Rezultat finala |
| 1947 | Prvenstvo Anglije            | Doris Hart | Louise Brough Margaret Osborne duPont  | 3–6, 6–4, 7–5   |
| 1948 | Amatersko prvenstvo Francije | Doris Hart | Shirley Fry Irvin Mary Arnold Prentiss | 6–4, 6–2        |

#### Porazi (8)
| Leto | Turnir                       | Partnerica           | Nasprotnici v finalu                  | Rezultat finala |
| 1943 | Nacionalno prvenstvo ZDA     | Mary Arnold Prentiss | Louise Brough Margaret Osborne duPont | 1–6, 3–6        |
| 1946 | Nacionalno prvenstvo ZDA (2) | Mary Arnold Prentiss | Louise Brough Margaret Osborne duPont | 1–6, 3–6        |
| 1947 | Amatersko prvenstvo Francije | Doris Hart           | Louise Brough Margaret Osborne duPont | 5–7, 2–6        |
| 1947 | Nacionalno prvenstvo ZDA (3) | Doris Hart           | Louise Brough Margaret Osborne duPont | 7–5, 3–6, 5–7   |
| 1948 | Prvenstvo Anglije            | Doris Hart           | Louise Brough Margaret Osborne duPont | 3–6, 6–3, 3–6   |
| 1948 | Nacionalno prvenstvo ZDA (4) | Doris Hart           | Louise Brough Margaret Osborne duPont | 4–6, 10–8, 1–6  |
| 1949 | Prvenstvo Anglije (2)        | Gertrude Moran       | Louise Brough Margaret Osborne duPont | 6–8, 5–7        |
| 1951 | Nacionalno prvenstvo ZDA (5) | Nancy Chaffee Kinner | Shirley Fry Irvin Doris Hart          | 4–6, 2–6        |

### Mešane dvojice (4)

#### Zmage (1)
| Leto | Turnir                       | Partnerica      | Nasprotnici v finalu     | Rezultat finala |
| 1948 | Amatersko prvenstvo Francije | Jaroslav Drobný | Doris Hart Frank Sedgman | 6–3, 3–6, 6–3   |

#### Porazi (3)
| Leto | Turnir                       | Partnerica    | Nasprotnici v finalu                    | Rezultat finala |
| 1942 | Nacionalno prvenstvo ZDA     | Alejo Russell | Louise Brough Frederick Schroeder       | 6–3, 1–6, 4–6   |
| 1950 | Amatersko prvenstvo Francije | Bill Talbert  | Barbara Scofield Davidson Enrique Morea | b.b.            |
| 1950 | Prvenstvo Anglije            | Geoff Brown   | Louise Brough Eric Sturgess             | 9–11, 6–1, 4–6  |